# 馬里斯維爾鎮區 (堪薩斯州邁阿密縣)
馬里斯維爾鎮區（英語：Marysville Township）是位於美國堪薩斯州邁阿密縣的一個行政鎮區。

## 地方資料
馬里斯維爾鎮區的面積為139.57平方千米，當中陸地面積為128.96平方千米，而水域面積為10.61平方千米。根據2010年美國人口普查的數據，當地共有人口2366人，而人口密度為每平方千米16.95人。

## 外部連結
- US-Counties.com
- City-Data.com （页面存档备份，存于）